# AdventHealth 400
L'AdventHealth 400 (récemment Buschy McBusch Race 400, Super Start Batteries 400 presented by O'Reilly Auto Parts ou Digital Ally 400) est une course automobile organisée par la NASCAR comptant pour le championnat des NASCAR Cup Series. Elle se déroule sur le Kansas Speedway à Kansas City dans l'état du Kansas.
Une seconde course de NASCAR Cup Series s'y déroule depuis le réalignement de 2011. Il s'agit de l'Hollywood Casino 400 figurant en 31e position dans le calendrier du championnat.

## Histoire
La première édition se déroule le 5 juin 2011. Elle est dénommée STP 400 du nom de la société STP (en) qui le sponsorise.
Comme celle d'automne, la course se dispute sur une distance de 400,5 milles (644,5 km). C'est Brad Keselowski qui la remporte devant Dale Earnhardt Jr..
Contrairement à 2011, l'édition suivante est avancée et se déroule le 22 avril 2012 afin que des travaux de reconfiguration du circuit puissent être effectués. A. J. Allmendinger gagne la pole position avec un temps de 30,683 secondes mais c'est Denny Hamlin qui remporte la course devant Martin Truex Jr..
L'édition de 2013 reste en huitième place dans le calendrier de la NASCAR Cup Series et a lieu le 21 avril 2013.
En 2014, la course (dénommée 5-hour Energy 400, la société 5-hour Energy (en) ayant repris le sponsoring du nom) est permutée dans le calendrier avec celle de Bojangles' Southern 500 et se déroule au début du mois de mai et pour la première fois, de nuit. Elle conserve jusqu'à présent cette place dans le calendrier.
En 2015, le sponsoring du nom est repris par la société SpongeBob SquarePants (Bob l'éponge en français) et depuis 2016, par la société Go Bowling. Celle-ci arrête le sponsoring fin de saison 2017 lequel est repris par la société KC Masterpiece (en) (nom d'une sauce pour barbecue). En 2019, le sponsor devient la société Digital Ally et en 2020 la société Super Start Batteries filiale d'O'Reilly Auto Parts et la société O'Reilly Auto Parts via sa filiale Super Start Batteries prend le relais dès le début de la saison 2020.

## Caractéristiques
- Course :
  - Longueur : 400,5 milles (644,542 km)
  - Nombre de tour : 267
    - Segment 1 : 80 tours
    - Segment 2 : 80 tours
    - Segment 3 : 107 tours

- Piste :
  - Revêtement : asphalte
  - Longueur circuit : 1,5 milles (2,4 km)
  - Nombre de virages : 4
  - Inclinaison (Banking) :
    - Virage : 17 à 20° (progressif)
    - Ligne droite avant : 9 à 11° (progressif)
    - Ligne droite arrière : 5°

- Record du tour de piste : 24,761 secondes par Scott Dixon (Chip Ganassi Racing) en 2003 à l'occasion d'une course du championnat d'IRL IndyCar Series.

## Évolution du logo

2011-2013
2014
2015
2016-2017
2018
2019
2020
2021
Depuis 2022

## Palmarès
| Année | Date       | Pilote           | Écurie                   | Châssis   | Course | Course          | Course          | Course             | Note       |
| ----- | ---------- | ---------------- | ------------------------ | --------- | ------ | --------------- | --------------- | ------------------ | ---------- |
| Année | Date       | Pilote           | Écurie                   | Châssis   | Tours  | Miles (km)      | Durée           | Moyenne (miles/hr) | Note       |
| 2011  | 5 juin     | Brad Keselowski  | Team Penske              | Dodge     | 267    | 400,5 (644,542) | 2 h 55 min 10 s | 137,184            |            |
| 2012  | 22 avril   | Denny Hamlin     | Joe Gibbs Racing         | Toyota    | 267    | 400,5 (644,542) | 2 h 46 min 44 s | 144,122            | [ 12 ]     |
| 2013  | 21 avril   | Matt Kenseth     | Joe Gibbs Racing         | Toyota    | 267    | 400,5 (644,542) | 2 h 59 min 51 s | 133,611            |            |
| 2014  | 10 mai     | Jeff Gordon      | Hendrick Motorsports     | Chevrolet | 267    | 400,5 (644,542) | 3 h 07 min 31 s | 128,149            |            |
| 2015  | 9 mai      | Jimmie Johnson   | Hendrick Motorsports     | Chevrolet | 267    | 400,5 (644,542) | 3 h 11 min 50 s | 125,265            | [ Note 1 ] |
| 2016  | 7 mai      | Kyle Busch       | Joe Gibbs Racing         | Toyota    | 267    | 400,5 (644,542) | 2 h 49 min 20 s | 141,909            |            |
| 2017  | 13 mai     | Martin Truex Jr. | Furniture Row Racing     | Toyota    | 267    | 400,5 (644,542) | 3 h 24 min 16 s | 117,640            |            |
| 2018  | 15 mai     | Kevin Harvick    | Stewart-Haas Racing      | Ford      | 267    | 400,5 (644,542) | 2 h 53 min 38 s | 128,395            |            |
| 2019  | 11 mai     | Brad Keselowski  | Team Penske              | Ford      | 271    | 406,5 (654,198) | 3 h 06 min 09 s | 131,023            | [ Note 2 ] |
| 2020  | 23 juillet | Denny Hamlin     | Joe Gibbs Racing         | Toyota    | 267    | 400,5 (644,542) | 3 h 17 min 14 s | 121,835            | [ Note 3 ] |
| 2021  | 2 mai      | Kyle Busch       | Joe Gibbs Racing         | Toyota    | 267    | 400,5 (644,542) | 3 h 05 min 31 s | 129,647            | [ Note 4 ] |
| 2022  | 15 mai     | Kurt Busch       | 23XI Racing              | Toyota    | 267    | 400,5 (644,542) | 3 h 13 min 03 s | 124,476            |            |
| 2023  | 7 mai      | Denny Hamlin     | Joe Gibbs Racing         | Toyota    | 267    | 400,5 (644,542) | 3 h 24 min 24 s | 117,564            |            |
| 2024  | 5 mai      | Kyle Larson      | Hendrick Motorsports (3) | Chevrolet | 268*   | 402 (646,956)   | 3 h 10 min 42 s | 126,481            | .          |
| 2025  | 11 mai     | Kyle Larson      | Hendrick Motorsports     | Chevrolet | 267    | 400,5 (644,542) | 3 h 05 min 13 s | 129,74             |            |

Notes :
1. ↑  Course ayant débuté le samedi et terminée le dimanche peu après minuit à cause de la pluie.
2. ↑  Course prolongée à la suite d'un overtime causé par un drapeau jaune dans les derniers tours.
3. ↑  Course reportée du 31 mai au 23 juillet en raison de l'épidémie de Covid-19 aux États-Unis.
4. ↑  La société Busch Beer a organisé un concours afin de déterminer le nom de la course. Le nom, Buschy McBusch Race 400 a été choisi. Kyle Busch a remporté la course le jour de son 36e anniversaire.
5. ↑  La mage de victoire est d'1 millième de seconde (0,001) ce qui en fait l'arrivée la plus serrée de l'histoire de la NASCAR Cup Series, battant les arrivées à Darligton en 2003 (en) et à Talladega en 2011 (en).

### Pilotes multiples gagnants
| Nbr. Vict. | Pilote          | Année            |
| ---------- | --------------- | ---------------- |
| 1          | Denny Hamlin    | 2012, 2020, 2023 |
| 2          | Brad Keselowski | 2011, 2019       |
| 2          | Kyle Busch      | 2016, 2021       |
| 2          | Kyle Larson     | 2024, 2025       |

### Écuries multiples gagnantes
| Nbr. | Écurie               | Année                              |
| ---- | -------------------- | ---------------------------------- |
| 6    | Joe Gibbs Racing     | 2012, 2013, 2016, 2020, 2021, 2023 |
| 4    | Hendrick Motorsports | 2014, 2015, 2024, 2025             |
| 2    | Team Penske          | 2011, 2019                         |

### Victoires par marques
| Nbr. | Marque    | Année                                          |
| ---- | --------- | ---------------------------------------------- |
| 8    | Toyota    | 2012, 2013, 2016, 2017, 2020, 2021, 2022, 2023 |
| 4    | Chevrolet | 2014, 2015, 2024, 2025                         |
| 2    | Ford      | 2018, 2019                                     |
| 1    | Dodge     | 2011                                           |